# کیتی فان ماله
کیتی فان ماله (انگلیسی: Kitty van Male؛ زادهٔ ۵ ژوئن ۱۹۸۸) بازیکن هاکی روی چمن اهل هلند است.